# Ludwik Węgierski

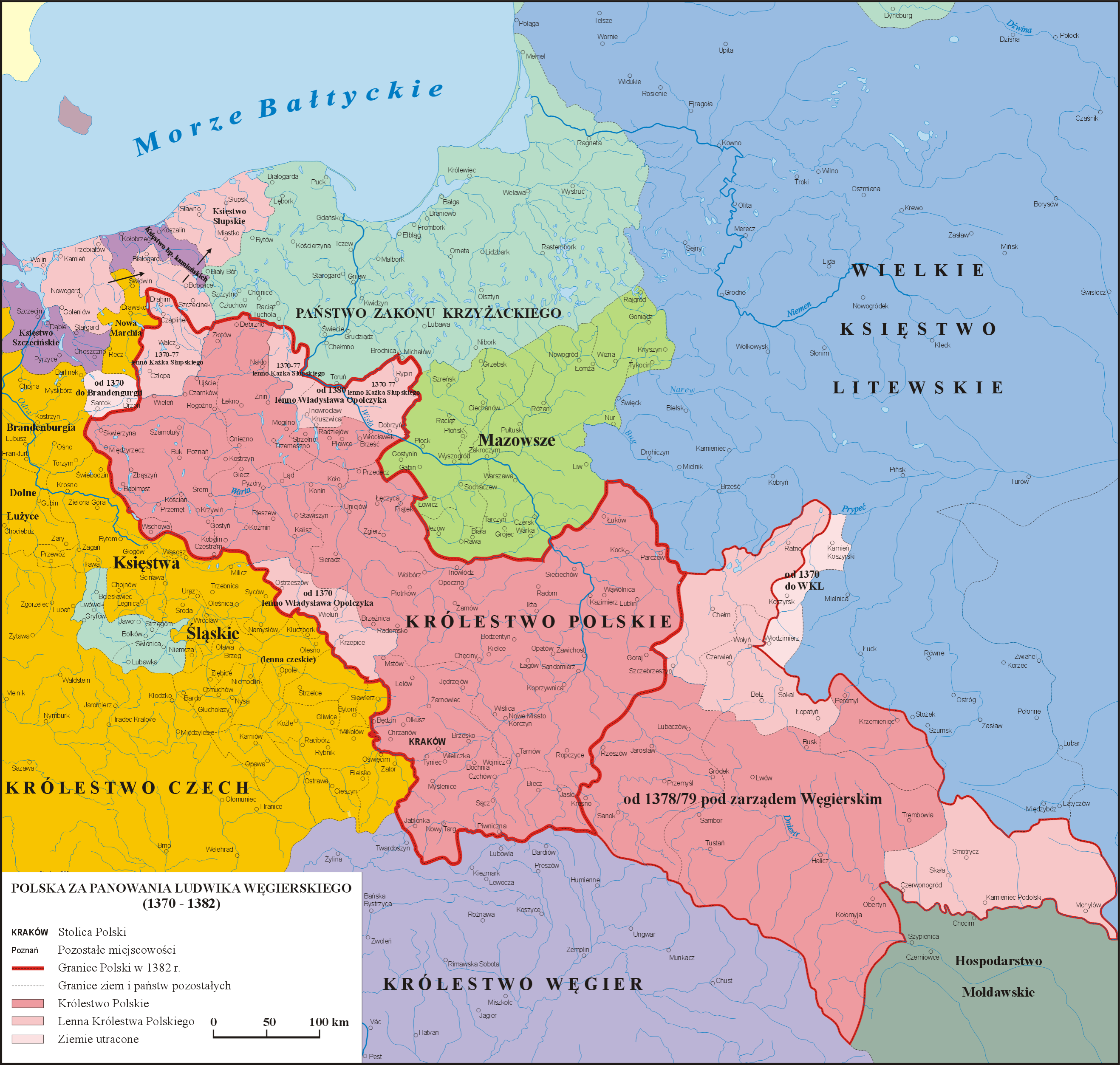
Mapa Polski za panowania Ludwika Węgierskiego

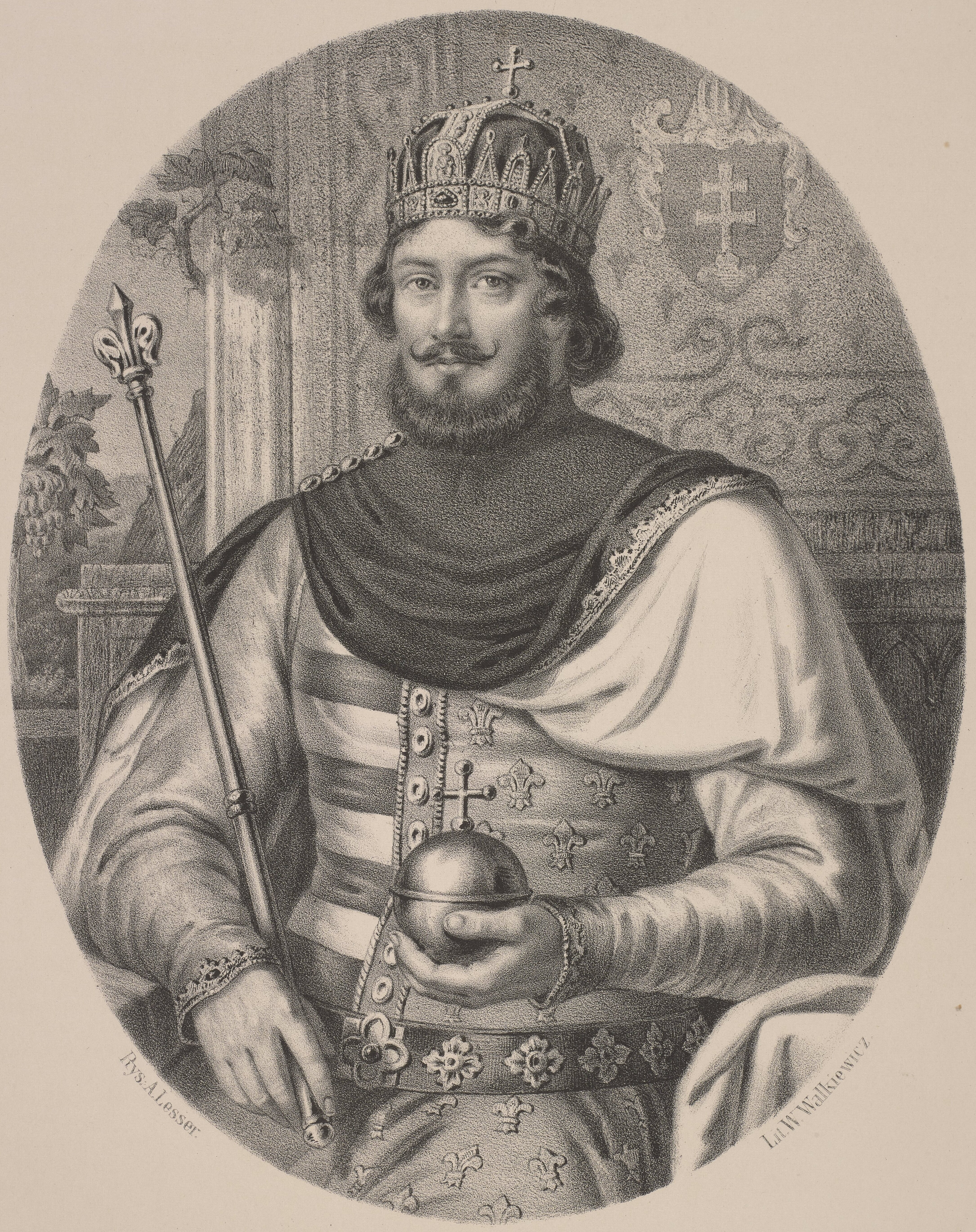
Wyobrażenie wizerunku Ludwika Węgierskiego z wizerunków królów polskich autorstwa Aleksandra Lessera.

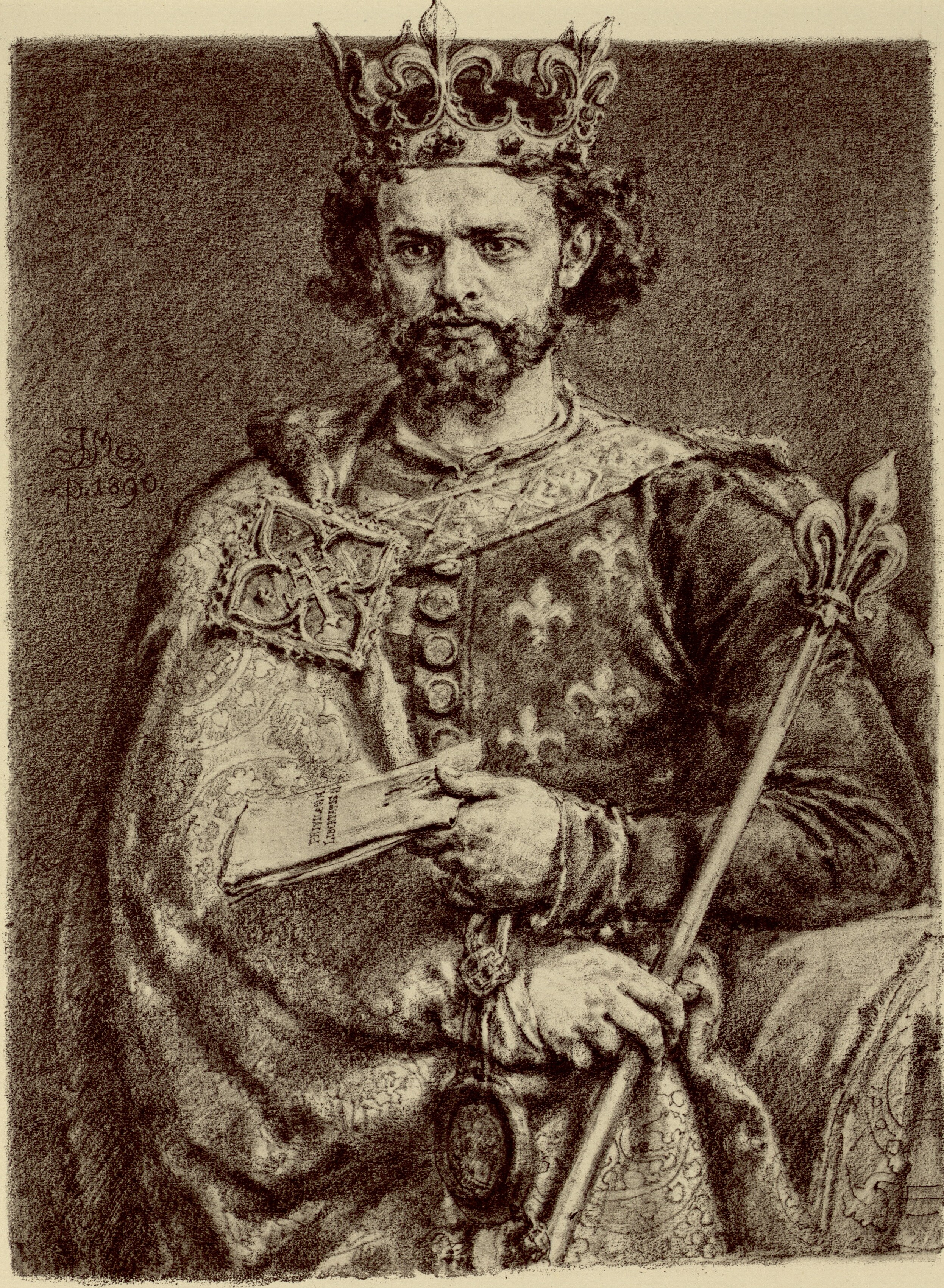
Wyobrażenie wizerunku Ludwika Węgierskiego autorstwa Jana Matejki

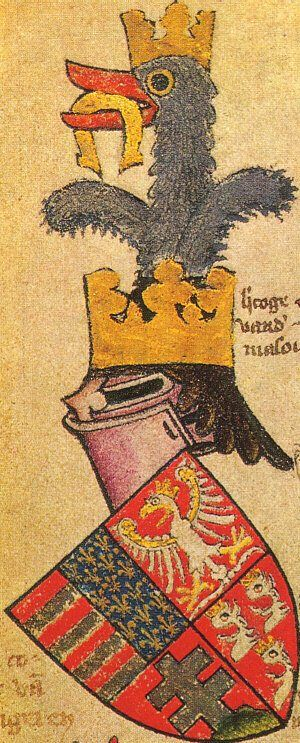
Herb Ludwika według Herbarza Geldrii z XIV w.

Ludwik Węgierski, na Węgrzech znany jako Ludwik I Wielki (węg. I. Nagy Lajos; ur. 5 marca 1326 w Wyszehradzie, zm. 10 września 1382 w Trnawie) – król Węgier w latach 1342–1382, król Polski w latach 1370–1382.

## Życiorys

### Pochodzenie

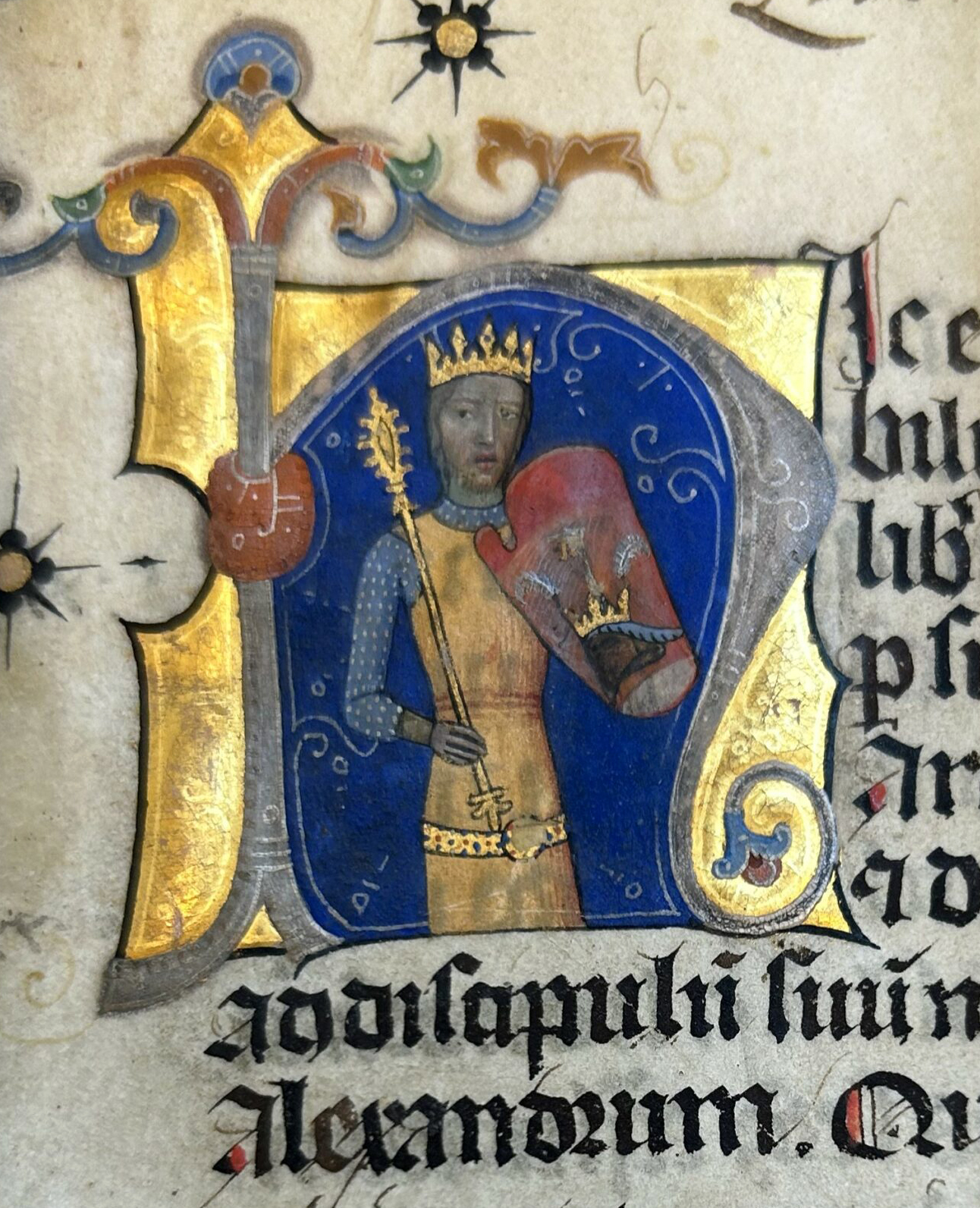
Król Ludwik I przedstawiony w Secretum Secretorum

Ludwik pochodził z rodu Andegawenów (gałąź Kapetyngów) – dynastii rządzącej Węgrami od 1308 do 1382. Jego ojcem był król Węgier Karol Robert, a matką Elżbieta Łokietkówna, córka króla Polski Władysława I Łokietka i siostra Kazimierza III Wielkiego. Na mocy układów między Węgrami i Polską, dynastia andegaweńska miała prawo przejąć tron polski, w wypadku śmierci króla Kazimierza Wielkiego, gdyby ten nie zostawił dziedzica płci męskiej. Elżbieta była głównym doradcą Ludwika, a jej pozycja na Węgrzech była bardzo silna. Ludwik wstąpił na tron węgierski po śmierci ojca, Karola Roberta w 1342.

### Panowanie na Węgrzech
Pierwszym krokiem w polityce Ludwika była próba opanowania Neapolu w latach 1348–1350, gdzie panowała królowa Joanna I, podejrzewana o przyczynienie się do śmierci w 1345 r. swego męża Andrzeja, brata Ludwika. Po niepowodzeniu działań dyplomatycznych król podjął dwie wyprawy wojenne w latach 1348 i w 1350. Udało mu się opanować kraj, ale nie zdołał się w nim utrzymać. Uznał panowanie Joanny zadowalając się prawem do dziedziczenia po niej. Ostatecznie tron neapolitański przypadł Karolowi z Durazzo, kuzynowi Ludwika.
Lata 1351–1352 przyniosły z kolei zaangażowanie się Ludwika w sprawy Rusi halicko-włodzimierskiej. Pomógł królowi Kazimierzowi Wielkiemu w zdobyciu jej części (m.in. został ranny podczas oblężenia Bełza w 1352) i przyłączeniu do Polski, przy czym zastrzegł sobie prawo jej wykupu, w razie gdyby po Kazimierzu dziedziczył jego legalny potomek.
Było to związane z planami dynastycznymi obu królów. Na mocy szeregu postanowień, Ludwik i jego męscy potomkowie zyskiwali prawa do tronu polskiego po śmierci króla Kazimierza, gdyby ten nie miał męskiego potomka. 24 stycznia 1355 wydano też w tej sprawie tzw. przywilej budziński, na mocy którego możnowładztwo małopolskie potwierdziło prawa Ludwika do korony polskiej, a ten w zamian potwierdził wszystkie dotychczasowe przywileje.
Zapewniwszy sobie prawa sukcesyjne w Polsce, Ludwik powrócił do aktywnej polityki na Bałkanach i jeszcze w grudniu tego samego roku (1355) zhołdował Serbię. Od papieża Innocentego VI otrzymał środki na krucjatę przeciw Bośniakom, jednak wykorzystał je do wojny z Republiką Wenecką w latach 1356–1358, po której odzyskał Dalmację i wzmocnił swoją pozycję na Adriatyku. Wyprawę do Bośni Ludwik zorganizował dopiero po pokonaniu Wenecji. W zwycięskiej wojnie przeciw Bułgarii zdołał osadzić na tamtejszym tronie posłusznego sobie władcę.
Po nieudanej próbie opanowania Mołdawii i Wołoszczyzny popadł w zatarg z Turcją, wobec czego przystąpił do koalicji antytureckiej, która w 1371 r. poniosła klęskę nad rzeką Maricą. Po kolejnym sporze z Wenecją zaczął wspierać dążącą do niezależności Padwę, jednak ostatecznie musiał uznać wyższość Wenecjan. Z powodu konfliktu na zachodzie Ludwik nie udzielił wsparcia cesarzowi bizantyńskiemu Janowi V przeciwko Turkom.
Ludwik dbał o rozwój państwa, m.in. doprowadził do kodyfikacji węgierskiego prawa, zapewnił chłopom brak przywiązania do ziemi i uregulował zasady dziedziczenia dóbr szlacheckich, a w wydanym 11 grudnia 1351 r. decretum unicum, zrównał uprawnienia szlachty i magnatów. W ramach reform wojskowych narzucił komitatom obowiązek utrzymywania jednej chorągwi i zorganizował piechotę typu włoskiego, której utrzymaniem obciążył duchowieństwo, szlachtę i chłopów. Dbając o rozwój miast, nadawał im liczne przywileje, które sprzyjały rozwojowi handlu. W 1367 r. doprowadził do powstania uniwersytetu w Peczu.

## Panowanie w Polsce

### Przygotowania do sukcesji

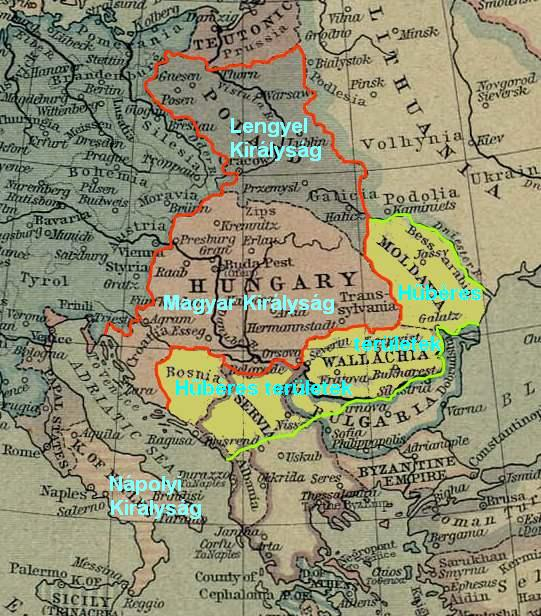
Wszystkie władania Ludwika Węgierskiego: stałe władania: Królestwo Polski, Królestwo Węgier, tymczasowe: Królestwo Neapolu, w kolorze żółtym: terytoria wasalne (węg. hűbéres területek)

Jeszcze w 1335 r. został wymieniony w układzie z Kazimierzem Wielkim jako jego następca w razie braku męskiego potomka. Na przełomie lat 40. i 50. XIV w. zapewnił sobie prawo do Rusi Halickiej w przypadku przejęcia polskiego tronu przez ewentualnego syna Kazimierza Wielkiego. W okresie choroby Kazimierza w 1351 r. panowie polscy złożyli Ludwikowi przyrzeczenie uznania jego sukcesji po Kazimierzu. W 1353 r. na zjeździe monarchów w Wiedniu Ludwik w imieniu swoim i Kazimierza zawarł z królem czeskim Karolem IV porozumienie, w którym zrzekł się praw do księstw jaworskiego, świdnickiego  i oddał pozostające u niego w zastawie, miasta Kluczbork i Byczynę w zamian za rezygnację z praw zwierzchnich do Mazowsza i darowanie zobowiązań finansowych wobec króla,  Kazimierza Wielkiego.
Po śmierci króla Polski,  Kazimierza Wielkiego (5 listopada 1370), Ludwik przybył do Krakowa i 17 listopada w katedrze wawelskiej został koronowany przez arcybiskupa gnieźnieńskiego, Jarosława z Bogorii i Skotnik na króla Polski. Zawiązano więc wówczas unię personalną między oboma królestwami. Jeszcze w 1370 roku Kiejstut razem z Lubartem, zajęli ziemię włodzimierską, niszcząc zamek we Włodzimierzu, Brandenburgia zajęła zamki w Santoku i Drezdenku, a Siemowit III zerwał zależność lenną i zajął zamki w Płocku, Sochaczewie, Rawie, Gostyninie. Mimo to król Ludwik po objeździe Wielkopolski i Małopolski 8 grudnia wyjechał na Węgry, a władzę powierzył regentom, m.in. swojej matce, Elżbiecie Łokietkównie.

### Spory z Piastami
Co więcej, zgodnie z testamentem Kazimierz Wielki przekazał wnukowi Kaźkowi Słupskiemu m.in. księstwo sieradzkie i Kujawy, jednak sąd ziemski uznał testament króla za nieważny w obawie przed rozbiciem kraju. Ostatecznie Ludwik nadał Kaźkowi te same ziemie jako lenno.
Jako król Polski Ludwik na zjeździe we Wrocławiu w marcu 1372 zrzekł się praw do Śląska, co było związane z podpisaniem pokoju z Czechami. W 1373 hołd lenny złożył Ludwikowi książę Janusz I Starszy. We wrześniu 1373 oraz w latach 1375–1377 na Ziemi Dobrzyńskiej i Kujawach trwały starcia wojsk Ludwika z księciem Władysławem Białym, walczącym o zwrot ojcowizny, co zakończyło się wykupieniem przez Ludwika z jego rąk księstwa gniewkowskiego za 10 tys. florenów.

### Rządy regencyjne

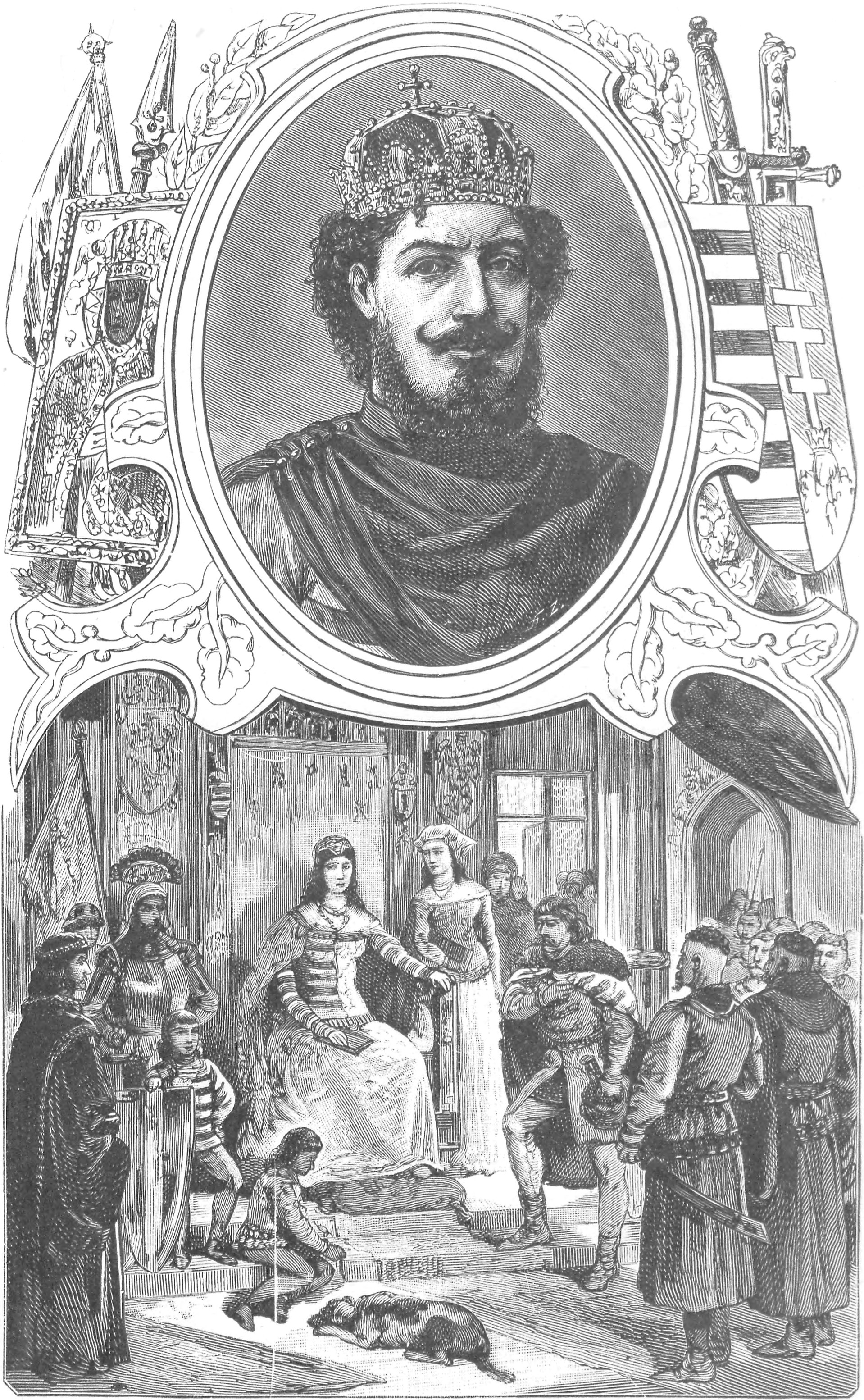
Wyobrażenie wizerunku Ludwika Węgierskiego w cyklu Wizerunki książąt i królów polskich Ksawerego Pillatiego z 1888.

W latach 1370–1375, 1376–1377 i 1378–1380 rządy w Polsce sprawowała jako regentka matka Ludwika, Elżbieta. W tym okresie w kraju dochodziło do licznych konfliktów, m.in. wojny pomiędzy Grzymalitami i Nałęczami w Wielkopolsce, niezadowolenia wielu posiadaczy ziemskich w Małopolsce ze skonfiskowania im przez Kazimierza Wielkiego licznych ziem, konfliktu węgierskich dworzan z krakowskimi mieszczanami, buntu Bartosza z Odolanowa, czy oporu wobec mianowania w 1378 r. namiestnikiem Władysława Opolczyka. Po śmierci matki, nie chcąc angażować się w rządy osobiście Ludwik w 1381 r. ustanowił zarządcami Polski biskupa krakowskiego Zawiszę z Kurozwęk, kasztelana krakowskiego Dobiesława z Kurozwęk i wojewodę kaliskiego Sędziwoja z Szubina, co spowodowało antagonizację kolejnych środowisk.
We wrześniu 1376 Litwini pod wodzą Kiejstuta, Lubarta i Jerzego bełskiego najechali na Lubelszczyznę, ziemię sandomierską, Małopolskę po Tarnów i północno-zachodnią część Rusi Halickiej niszcząc je i uprowadzając ludzi w niewolę. W wyniku najazdu Polska utraciła przejściowo ziemię bełską i chełmską. W 1377 Ludwik podjął wyprawę odwetową oblegając z Węgrami zamek w Bełzie, a Małopolanie i Sieradzanie wraz z książętami śląskimi: palatynem węgierskim Władysławem Opolczykiem, Bolesławem III i Konradem II oleśnickim, odbili Chełm, Horodło, Grabowiec i Sewołoż.
W 1378 roku powstało łacińskie biskupstwo w Kamieńcu Podolskim.
W związku z buntem Bartosza z Odolanowa herbu Nałęcz w 1382 margrabia Zygmunt Luksemburski razem z wojskiem Ludwika zajął zamki w Koźminie, Nabyszycach i Koźmińcu i rozpoczął oblężenie zamku w Odolanowie, w trakcie którego obie strony dowiedziały się o śmierci króla Ludwika. Wkrótce wybuchła Wojna Grzymalitów z Nałęczami.

### Kwestia zabezpieczenia sukcesji po Ludwiku
Ludwik miał jednak poważny problem – nie miał męskiego dziedzica. Był dwukrotnie żonaty. Pomiędzy 29 września 1346 r. a 17 marca 1348 r. poślubił Małgorzatę Luksemburską, córkę cesarza rzymskiego i króla Czech, Karola IV Luksemburga, która zmarła w 1349 r. Małżeństwo było bezpotomne.  Drugą żoną była Elżbieta Bośniaczka, z którą miał trzy córki: Katarzynę, Marię i Jadwigę.
O ile problem ten na Węgrzech nie był taki wielki, to w Polsce zapewnienie córkom sukcesji wydawało się niemożliwe, gdyż w Polsce nie dziedziczyło się po kądzieli, zatem dynastia andegaweńska mogła tu panować tylko mając potomka płci męskiej.
W zamian za zgodę na sukcesję swoich córek do tronu polskiego w dniu 17 września 1374 Ludwik wydał dla szlachty polskiej przywilej koszycki. Na jego mocy w Polsce dziedziczyć mogła jedna z jego córek, a szlachta zwolniona została m.in. z podatku gruntowego poza 2 groszami z łana. W 1381 przywilej ten został rozszerzony również na duchowieństwo (przy poradlnym wynoszącym 4 grosze z łana).

### Śmierć
Ludwik zmarł w Trnawie w nocy z 10 na 11 września 1382. Pochowany został w katedrze w Székesfehérvár (Białogród Stołeczny) na Węgrzech.

## Ocena panowania
Na Węgrzech Ludwik otrzymał przydomek „Wielki” i uchodzi za jednego z najwybitniejszych władców tego kraju. W polityce wewnętrznej doprowadził do zrównania w prawach magnatów i szlachty węgierskiej za pomocą tzw. decretum unicum wydanego 11 grudnia 1351. Założył też uniwersytet w Peczu. W Polsce nie cieszył się nigdy zbytnią popularnością, ale doprowadził m.in. do rozwoju handlu i zapobiegł rozpadowi królestwa.

## Wywód rodowodowy
| Prapradziadkowie                                      | król Sycylii i Neapolu Karol I Andegaweński (1226–1285) ∞1246 Beatrycze (1234–1267)              | król Węgier Stefan V (1239–1272) ∞1253 Elżbieta (1244–1290)                                      | hrabia z Habsburga Albrecht IV Austriacki (1188–1239) ∞1217 Jadwiga (1192–1260)                  | hrabia z Hochenberg Burchard V ∞ Mechtylda z Tybingi                                             | książę Konrad I Mazowiecki (1187–1247) ∞1207 Agafia Światosławówna (1190–1252)  | książę Kazimierz I (1178–1230) ∞ Wiola (?–1251)                                 | książę Władysław Odonic (1190–1239) ∞1218 Jadwiga (?–1249)                      | król Węgier Bela IV (1206–1270) ∞ Maria Laskarina                               |
| Pradziadkowie                                         | król Sycylii i Neapolu Karol II Andegaweński (1254–1309) ∞1270 Maria Węgierska (1257–1323)       | król Sycylii i Neapolu Karol II Andegaweński (1254–1309) ∞1270 Maria Węgierska (1257–1323)       | król Niemiec Rudolf I Habsburg (1218–1291) ∞1245 Gertruda von Hohenberg (1255–1281)              | król Niemiec Rudolf I Habsburg (1218–1291) ∞1245 Gertruda von Hohenberg (1255–1281)              | książę Kazimierz I Kujawski (1211–1267) ∞1257 Eufrozyna Opolska (1228–1292)     | książę Kazimierz I Kujawski (1211–1267) ∞1257 Eufrozyna Opolska (1228–1292)     | książę Bolesław Pobożny (1224–1279) ∞1256 Jolenta Helena Węgierska (1244–1304)  | książę Bolesław Pobożny (1224–1279) ∞1256 Jolenta Helena Węgierska (1244–1304)  |
| Dziadkowie                                            | tytularny król Węgier Karol Martel Andegaweński (1271–1295) ∞1281 Klemencja Habsburg (1262–1293) | tytularny król Węgier Karol Martel Andegaweński (1271–1295) ∞1281 Klemencja Habsburg (1262–1293) | tytularny król Węgier Karol Martel Andegaweński (1271–1295) ∞1281 Klemencja Habsburg (1262–1293) | tytularny król Węgier Karol Martel Andegaweński (1271–1295) ∞1281 Klemencja Habsburg (1262–1293) | król Polski Władysław I Łokietek (1260–1333) ∞ Jadwiga Bolesławówna (1266–1339) | król Polski Władysław I Łokietek (1260–1333) ∞ Jadwiga Bolesławówna (1266–1339) | król Polski Władysław I Łokietek (1260–1333) ∞ Jadwiga Bolesławówna (1266–1339) | król Polski Władysław I Łokietek (1260–1333) ∞ Jadwiga Bolesławówna (1266–1339) |
| Rodzice                                               | król Węgier Karol I Robert (1288–1342) ∞1320 Elżbieta Łokietkówna (1305–1380)                    | król Węgier Karol I Robert (1288–1342) ∞1320 Elżbieta Łokietkówna (1305–1380)                    | król Węgier Karol I Robert (1288–1342) ∞1320 Elżbieta Łokietkówna (1305–1380)                    | król Węgier Karol I Robert (1288–1342) ∞1320 Elżbieta Łokietkówna (1305–1380)                    | król Węgier Karol I Robert (1288–1342) ∞1320 Elżbieta Łokietkówna (1305–1380)   | król Węgier Karol I Robert (1288–1342) ∞1320 Elżbieta Łokietkówna (1305–1380)   | król Węgier Karol I Robert (1288–1342) ∞1320 Elżbieta Łokietkówna (1305–1380)   | król Węgier Karol I Robert (1288–1342) ∞1320 Elżbieta Łokietkówna (1305–1380)   |
| Ludwik Węgierski (1326–1382) król Węgier, król Polski |                                                                                                  |                                                                                                  |                                                                                                  |                                                                                                  |                                                                                 |                                                                                 |                                                                                 |                                                                                 |

## Żony i dzieci
Ludwik Węgierski miał dwie żony:
- Małgorzatę (zm. 1349), córkę cesarza rzymskiego i króla czeskiego Karola IV Luksemburskiego,
- Elżbietę (zm. 1387), córkę bana Bośni Stefana II Kotromanicia.

Z Elżbietą miał jedynie córki:
- Katarzynę (1370–1378) – zaręczoną z Ludwikiem, księciem Orleanu, zmarłą w dzieciństwie[6],
- Marię (1371–1395) – królową węgierską od 1382, żonę Zygmunta Luksemburskiego[6][7],
- Jadwigę (1374–1399) – królową polską od 1384, żonę Władysława II Jagiełły[6].

## Upamiętnienie
W Wągrowcu znajduje się ulica upamiętniająca Ludwika Węgierskiego. 